# Le Souffleur à la lampe
Le Souffleur à la lampe est un tableau réalisé par le peintre lorrain Georges de La Tour vers 1640. De format vertical, cette huile sur toile est une scène de genre nocturne qui représente en clair-obscur un enfant en train de souffler sur une lampe à huile. Redécouverte en 1960 chez la bibliothécaire de Semur-en-Auxois, en Côte-d'Or, l'œuvre est offerte en 1974 par Pierre et Kathleen Granville au musée des Beaux-Arts de Dijon.

## Photographies

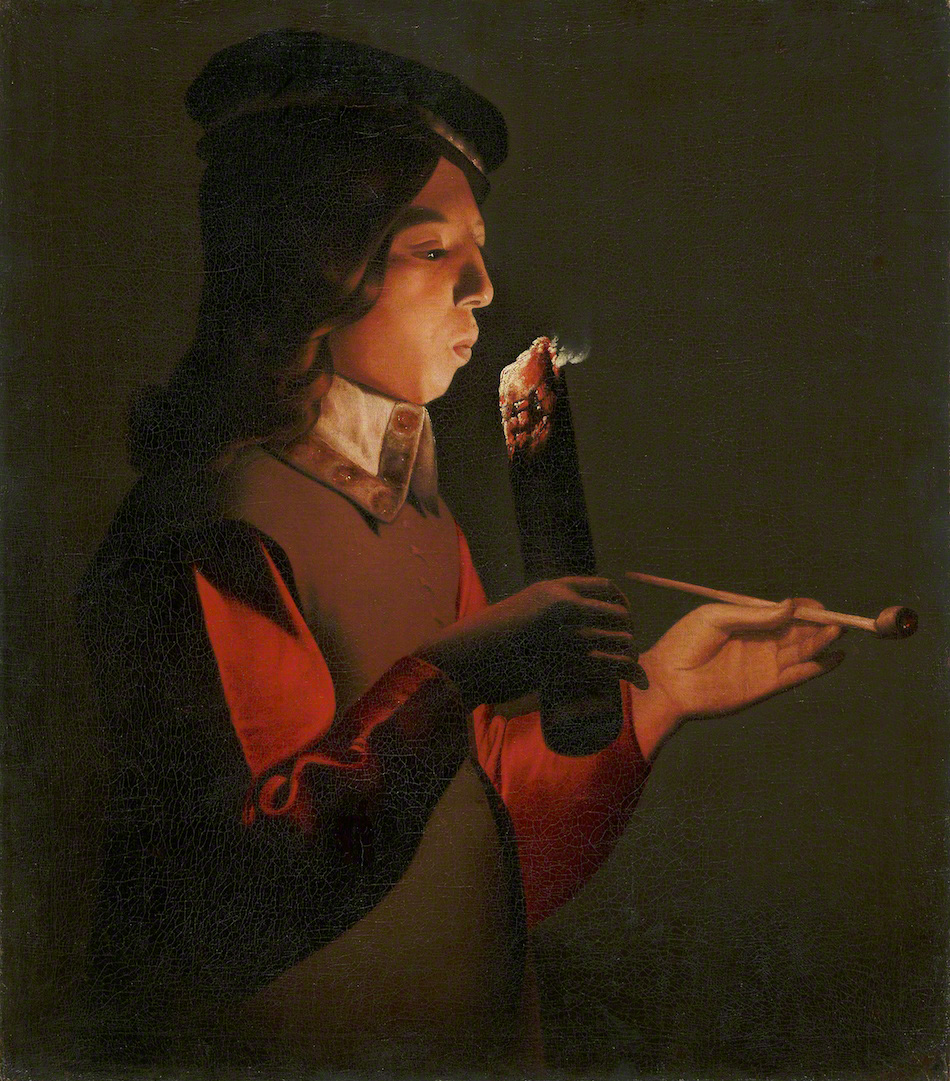
Le Souffleur à la pipe, 1646 – Musée d'Art Fuji de Tokyo, Tokyo.
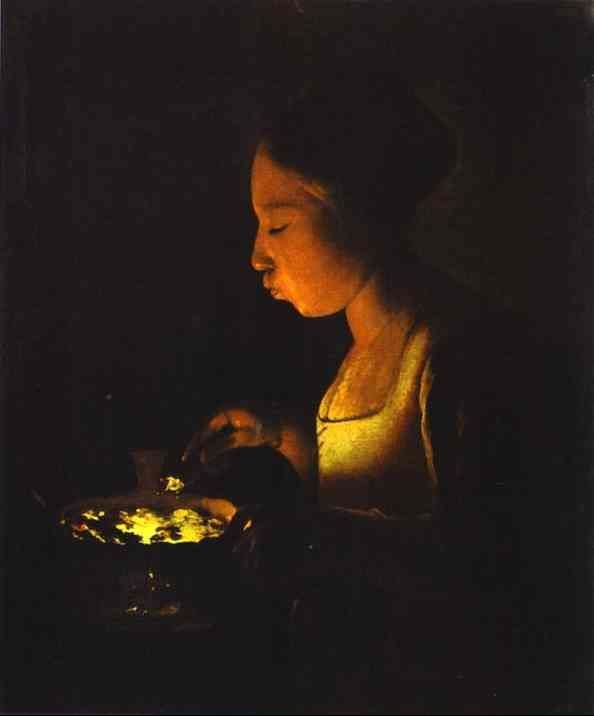
La Fillette au braisier, vers 1646-1648 – Louvre Abou Dabi.